# إحسان صادق
إحسان صادق (29 أكتوبر 1929- ) مغني وممثل لبناني

## حياته
ولد في عين الرمانة، كان لولادته وسط جو فني سببا في حبه للكتابة حيث كان والده يعشق الكتابة والزجل، درس بمدرسة الفرير، بدايته الفنية كانت في الخمسينيات عندما شارك بفيلم (عذاب الضمير) عام 1953، لكن شهرته الحقيقية كانت من فيلم (سفر برلك) عام 1967 من إخراج (هنري بركات) وبطولة (فيروز)، وتوالت بعدها أعماله ما بين السينما والمسرح والتلفزيون. اشتهر بصوته الرخيم لذا قدم العديد من البرامج الإذاعية والتلفزيونية، كما عمل مطربا وقدم أكثر من خمسين أغنية لاقت نجاحا كبيرا، عمل في إذاعة لبنان، كما عمل في إذاعة «مونت كارلو» وشارك في المسرح، وتحولت مسرحيته عذاب الضمير إلى فيلم بعد نجاحها. وهو عضو في نقابة الفنانين المحترفين في لبنان. 
من أبرز أعماله (ناطور الحارة، ظلال الصمت، فارس بني عياد)، وأشهر أغنياته (الرمش الصياد، عرج عالديرة)، كما ألف كتاب (من أجل غدي) عام 1986.

## حياته الخاصة
تزوج من نزهة يونس عام 1963 ولكنهما انفصلا بعد زواج استمر ثلاث سنوات تزوج بعدها من الفنانة سميرة بارودي والتي ترأس نقابة الفنانين اللبنانيين.

## وصلات خارجية
- إحسان صادق على موقع IMDb (الإنجليزية)
- إحسان صادق على موقع قاعدة بيانات الأفلام العربية
- إحسان صادق على موقع ديسكوغز (الإنجليزية)
- إحسان صادق على موقع قاعدة بيانات الفيلم (الإنجليزية)